# 黑红血红杜鹃
黑红血红杜鹃（学名：Rhododendron sanguineum var. didymum）为杜鹃花科杜鵑花屬下的一个变种。